# Batalla de Almansa
La batalla de Almansa se produjo durante el conflicto internacional de la guerra de sucesión española el 25 de abril de 1707 en Almansa (actual provincia de Albacete, en los límites entre Valencia, Alicante y Murcia, en España). En el enfrentamiento, las tropas de Felipe de Anjou (nieto de Luis XIV de Francia y, que había sido proclamado rey como Felipe V), mandadas por el duque de Berwick, derrotaron a las del archiduque Carlos de Austria, comandadas por Henri de Massue y el Marqués das Minas. La batalla no fue decisiva para el fin del conflicto internacional, pero sí abrió las puertas hacia el reino de Valencia que, como consecuencia de esta batalla, fue ocupado por las tropas borbónicas (con mucha resistencia austracista); después sus fueros quedaron abolidos, junto con los de Aragón, tras la publicación de los Decretos de Nueva Planta.

## La campaña
El ejército austracista contaba con una importante ventaja logística, ya que la superioridad naval angloholandesa le permitía abastecerse por mar sin problemas. La base de operaciones al inicio de la campaña estaba situada en Alicante, donde además se recibieron importantes refuerzos ingleses, el 8 de febrero, antes del inicio de las operaciones militares, llegó al puerto de Alicante una flota inglesa transportando 3 regimientos de dragones y 13 batallones de infantería. El abastecimiento marítimo permitió al ejército austracista salir en campaña a principios de abril, mientras que el ejército borbónico, que había sido forzado a extender sus acuartelamientos de inviernos por una amplia región, no pudo concentrarse para esas fechas.
El plan de operaciones del ejército austracista consistía en atacar Orihuela para amagar un avance sobre Murcia que encubriera su propósito real, que era trasladar el ejército a Aragón y desde allí invadir Navarra para aislar a Felipe V de la ayuda francesa. Se había desechado un avance directo sobre Madrid a través de La Mancha porque el ejército borbónico se hubiera retirado hacia sus bases, acortando sus líneas de abastecimiento y recogiendo refuerzos mientras que los austracistas tendrían que atravesar un territorio devastado por el enemigo en retirada, cada vez más lejos del centro de abastecimiento en Alicante. 
El ejército marchó a Castalla y de allí a Fuente La Higuera, donde llegó el 10 de abril, pero allí el general Galway decidió cambiar el plan de operaciones. Había recibido información de lo desperdigado que se hallaba el ejército borbónico y decidió avanzar sobre él antes de que pudiese reunirse y recibir refuerzos. Los austracistas avanzaron sobre Yecla, adonde llegaron el 12 de abril, y después sobre Montealegre del Castillo, llegando el 14 de abril. En ambos casos el ejército bórbonico, todavía insuficientemente preparado, hubo de abandonar las plazas, con importantes depósitos de víveres que permitían a los austracistas abastecerse en su avance. Además, se perdieron buen número de carros del tren de abastecimiento. El duque de Berwick finalmente estableció su campamento en Pétrola, donde comenzaron a llegar refuerzos, y comenzó a organizar su ejército para la campaña.
Mientras tanto, el ejército austracista marchó sobre Villena, que tomó el día 17, pero el castillo, con una guarnición de 150 hombres, se resistió y hubo de ser sometido a asedio formal. El tren de asedio había sido dejado en Valencia a la espera de juntarse al ejército en su marcha prevista hacia Aragón, por lo que se formó una batería de asedio con 6 cañones de campaña, pero fueron incapaces de abrir brecha en las murallas medievales del castillo. Tras 7 días de infructuoso asedio, el 24 de abril los austracistas levantaron el campo. La semana perdida había sido vital para permitir al ejército borbónico recuperarse y organizarse.
Berwick mientras tanto había movido su campamento hacia Almansa, donde tenía un importante depósito de provisiones, calculados en 12 000 quintales de trigo, y además la llanura permitía pastar a la caballería. El 22 de abril ordenó que un destacamento de 2000 infantes y 500 jinetes marchara a Ayora para reconquistarla, pues había sido capturada por una partida de miqueletes austracistas. Galway recibió información de este hecho, pero sus informadores exageraron el tamaño del destacamento hasta 8000 hombres, y además le confirmaron que los refuerzos que se esperaban de Francia en el campo borbónico aún no habían llegado. Todo esto decidió al general inglés a avanzar sobre el enemigo a marchas forzadas esperando encontrarlo en inferioridad numérica y bien obligarlo a combatir o a abandonar el gran depósito de Almansa.

## La batalla

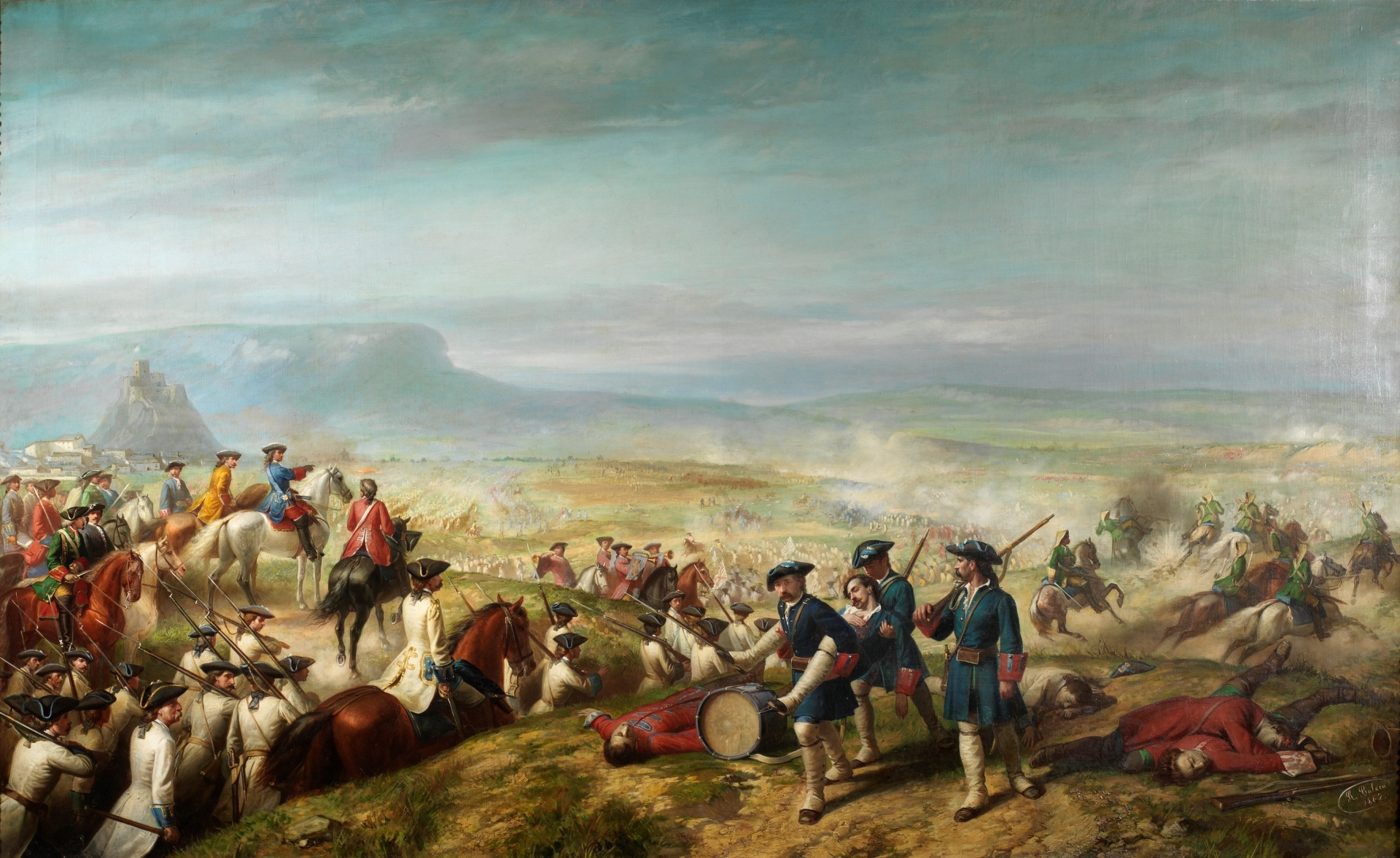
La Batalla de Almansa, obra de Ricardo Balaca y Orejas Canseco (1862).

La batalla se inició a las 15.00 horas del 25 de abril. Ambos ejércitos se desplegaron cara a cara a lo largo de 6,5 km. Los aliados, partidarios del Archiduque Carlos, alinearon 42 batallones de infantería, y 60 escuadrones de caballería, de 100 jinetes cada uno, mientras que los borbónicos dispusieron 50 batallones de infantería y 81 escuadrones de caballería, formando ambos ejércitos con dos líneas de profundidad. Paradójicamente la única representación valenciana era el regimiento Valencia —luego rebautizado Jaén— de 300 hombres al mando del coronel Riera en el bando borbónico. 
La batalla dio comienzo con el fuego de artillería. Las tropas aliadas, cansadas, en inferioridad numérica y mal dirigidas, rompieron la formación entre el centro y el flanco debido al empuje de la caballería borbónica. La caballería francesa provocó la retirada de las tropas aliadas en el flanco izquierdo, mientras que las tropas de la zona central acabaron por rendirse a las 17:00 horas.

## Consecuencias
La batalla de Almansa no fue decisiva para la guerra, pero abrió el camino para la ocupación del reino de Valencia, el 4 de mayo se rendía Requena y el 8 Valencia. Aunque no significó la capitulación de los austracistas del reino. El ejército borbónico hubo de ir conquistando las poblaciones que se le resistían. Játiva fue la primera ciudad asediada. El 6 de junio de 1707 se rendía la ciudad, tras lo cual, el día 19, fue incendiada por orden del rey Felipe V. Posteriormente se le cambió el nombre por el de San Felipe y se procedió a su repoblación por personas fieles a la causa borbónica (en la actualidad se conserva un cuadro de Felipe V en el Museo Municipal de Játiva colgado boca abajo desde 1940 en señal de condena por el incendio de la ciudad). Más tarde lo fueron, también con gran oposición, Alcoy en enero de 1708, Denia en noviembre, Alicante en diciembre y el castillo de Santa Bárbara el 19 de abril de 1709.
La ocupación del reino de Valencia continuó a pesar de la oposición austracista. El Archiduque llegó a liberar al líder austracista Juan Bautista Basset (que había sido encarcelado por sus políticas favorables al campesinado y opuestas a los privilegios nobiliarios), a fin de organizar las pocas fuerzas fieles a los austracistas, sin conseguir frenar el avance borbónico. Tras la conquista del reino de Valencia, tan sólo Cataluña y las Islas Baleares continuaron apoyando la causa austracista.
En la actual Comunidad Valenciana todavía pervive el dicho: «Quan el mal ve d'Almansa, a tots alcança» (Cuando el mal viene de Almansa, a todos alcanza), o «De ponent, ni vent ni gent» (De poniente, ni viento ni gente), recordando esta derrota. 
Existe un álbum del grupo valenciano Al Tall titulado Quan el mal ve d'Almansa..., grabado en 1979, que narra hechos significativos de este episodio de la historia valenciana.
Desde el año 2007, con motivo del Tercer Centenario de la batalla, se viene realizando durante el fin de semana del 25 de abril diferentes actividades, manifestaciones y una Recreación Internacional de la Batalla con más de 300 re-creadores históricos de diferentes países de Europa. Además, la población de Almansa cuenta con un museo-centro de interpretación a los pies del castillo.